# Ira Joy Chase

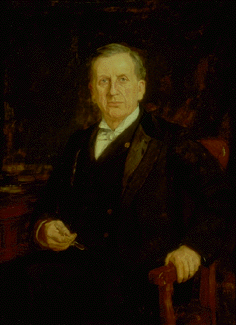
Ira Joy Chase

Ira Joy Chase (* 7. Dezember 1834 im Monroe County, New York; † 11. Mai 1895 in Lubec, Maine) war ein US-amerikanischer Politiker und zwischen 1891 und 1893 der 22. Gouverneur des Bundesstaates Indiana.

## Frühe Jahre
Ira Chase besuchte das Milan Seminary in Ohio und die Medina Academy im Staat New York. Anschließend arbeitete er einige Jahre als Lehrer in Barrington (Illinois). Zu Beginn des Bürgerkrieges trat er dem Unionsheer bei, wurde aber bereits nach einem Jahr wegen gesundheitlicher Probleme wieder entlassen. Nach seiner kurzen Militärzeit wurde er Prediger seiner Kirchengemeinde. Als Pastor war er in verschiedenen Bundesstaaten unterwegs, ehe er sich in Indiana niederließ. Dort stieg er in den Führungskreis der Churches of Christ auf.

## Politische Laufbahn
Ab 1888 war Chase politisch für die Republikanische Partei aktiv. In diesem Jahr wurde er als deren Kandidat zum Vizegouverneur von Indiana gewählt. Nachdem der amtierende Gouverneur Alvin Peterson Hovey am 23. November 1891 verstorben war, fiel Chase als dessen Stellvertreter das Amt des Gouverneurs zu. Seine Hauptaufgabe war es, die angebrochene Amtszeit seines Vorgängers zu Ende zu führen. Chase setzte sich in seiner Amtszeit für eine Verbesserung der Infrastruktur ein und förderte vor allem den Ausbau des Straßennetzes. Seine Gegner verübelten ihm, dass er während seiner Zeit als Vizegouverneur und als Gouverneur weiterhin seine religiösen Ämter beibehielt. Chase stellte sich 1892 zur Wiederwahl, unterlag aber dem Demokraten Claude Matthews. Daher musste er mit Ablauf der Amtszeit am 9. Januar 1893 aus dem Amt des Gouverneurs ausscheiden.
Nach dem Ende seiner Gouverneurszeit zog sich Chase aus der Politik zurück. Er starb zwei Jahre später und wurde in Indianapolis beigesetzt. Er war mit Rhoda Jane Castle verheiratet, mit der er vier Kinder hatte.